# Félicité Du Jeu
Félicité Du Jeu (...) è un'attrice francese.
Parla tre lingue e recita in francese e inglese. Ha la madre svedese e una nonna inglese.
Ha studiato al Conservatoire D'Art Dramatique de Saint-Germain-en-Laye dal 1992 al 1996. Nel 1997 conquista il premio Louis Jouvet. In seguito, va alla London Academy of Music and Dramatic Art e riceve una speciale riconoscenza nei Ian Charleson Award per il suo ruolo come Caterina nell'Enrico V nel 2003 con il Teatro Nazionale.
Acquisisce una grande esperienza teatrale in Francia, in particolare nel Théâtre Dejazet e nel Théâtre de Boulogne.

## Filmografia

### Cinema
- Simon: An English Legionnaire, regia di Martin Huberty (2002)
- Nine 1/2 Minutes, regia di Josh Appignanesi e Misha Manson-Smith – cortometraggio (2002)
- Play-Back, regia di Richard Bean – cortometraggio (2003)
- The Computer Virus, regia di Jesse Chambers – cortometraggio (2004)
- Pellis, regia di Yann Gozlan – cortometraggio (2004)
- Fakers, regia di Richard Janes (2004)
- Moving On, regia di Albert Kodagolian – cortometraggio (2004)
- L'amore fatale (Enduring Love), regia di Roger Michell (2004)
- Song of Songs, regia di Josh Appignanesi (2005)
- Munich, regia di Steven Spielberg (2005)
- Un'ottima annata (A Good Year), regia di Ridley Scott (2006)
- Casino Royale, regia di Martin Campbell (2006)

### Televisione
- Quand un ange passe, regia di Bertrand Van Effenterre – film TV (1998)
- In punta di cuore, regia di Francesco Massaro – film TV (1999)
- The Vice – serie TV, episodio 4x02 (2002)
- Poirot (Agatha Christie's Poirot) – serie TV, episodio 9x03 (2004)
- Ultimate Force – serie TV, episodio 3x03 (2005)
- Holby City – serie TV, episodio 7x24 (2005)
- Waking the Dead – serie TV, 36 episodi (2005-2009)
- Pigalle, la nuit – serie TV, episodio 1x06 (2009)
- Raw – serie TV, episodio 2x04 (2010)
- Sulle tracce del crimine (Section de recherches) – serie TV, 24 episodi (2011-2013)